# مركز السلطان قابوس للثقافة الإسلامية
مركز السلطان قابوس للثقافة الإسلامية هو مؤسسة ثقافية و إسلامية و علمية تقع في مجمع ديوان البلاط السلطاني في مسقط، عمان. تتعدّد أهدافه و تدير عدد من المساجد و الجوامع و المدارس و المعاهد الإسلامية.
تم إنشاء المركز بموجب المرسوم السلطاني رقم (53/2000) الصادر في 2 ربيع الآخر 1421هـ الموافق 4 يوليو 2000م.

## أهدافه و وسائل تنفيذها
يهدف المركز إلى نشر الوعي الثقافي والديني بين العمانيين، استنادا إلى تعاليم الشريعة الإسلامية، من خلال برامج وخطط سنوية (ثقافية - دينية - تربوية) يتم وضعها بعناية بناءً على عدد من المُحددات ثمّ بعد اعتمادها تُنَفَّذ.
من أهداف المركز:
- نشر الثقافة الإسلامية وتنمية المعرفة الدينية بين أفراد المجتمع العماني.
- مواكبة العصر بفكر إسلامي متجدّد قائم على اجتهاد عصري ملتزم بمبادئ الدين الحنيف، وقادر على إيجاد الحلول الصحيحة المناسبة للمسائل التي تستجد في حياة المجتمع.
- تدريس العلوم الإسلامية ومواد التعليم العام، من أجل بناء جيل ملتزم بقيمه الإسلامية ومرتبط بثقافة أمته وحضارتها وموروثها التاريخي، ومواكب لمعطيات العصر.
- إعداد وتوفير أئمة وخطباء للجوامع والمساجد التابعة للمركز مؤهلين بثقافة إسلامية تعين على شرح رسالة الإسلام و التعريف بأحكامه و مبادئه، ورفع مستوى الأداء والكفاءة لهم ولموظفي المركز عن طريق برامج تأهيلية وتدريبية.
- الإشراف على معاهد العلوم الإسلامية والمدارس التابعة للمركز والارتقاء بها، ورفع مستوى الأداء والكفاءة لأعضاء الهيئات الإدارة و التدريس بها عن طريق برامج تأهيلية وتدريبية.
- الإشراف على الجوامع والمساجد التابعة للمركز، وإدارة شؤون أوقافها ورعاية مصالحها وتنمية مواردها.
- تكوين علاقات تعاون ثقافية مع المؤسسات المثيلة في دول العالم الأخرى.

من أشكال التنفيذ:
- تنظيم المحاضرات والندوات والحلقات النقاشية
- إقامة البرامج التوعوية والدورات التعليمية والتثقيفية
- إصدار المجلات والمنشورات
- ترجمة الكتب والإصدارات المعنية بالشأن الثقافي

(إلخ)

## الإدارة والصّلاحيّات
يتمتع المركز بالشخصية الاعتبارية، ويرأسه أمين عام يتبع وزير ديوان البلاط السلطاني. يمارس المركز صلاحيات الإشراف والتوجيه وفق الأنظمة والتعليمات الصادرة والاختصاصات المقررة له، ويعمل من خلال الأنظمة واللوائح المعتمدة والسياسات الخاصة به، وقرارات وتوجيهات معالي الوزير، وتوجيهات وقرارات مجلس المركز الذي يقوم بوضع السياسات العامة للمركز ومتابعة تنفيذها بعد اعتمادها من قبل الوزير.

## وصلات خارجية
- موقع المركز